# Víctor González Reynoso
Víctor Manuel González Reynoso (Tequisquiapan, Querétaro, 10 de septiembre de 1973) es un actor mexicano.

## Biografía
Es el sobrino del conocido compositor Óscar Reynoso. Debutó en Televisa en 1997, pero grandes historias le han valido el ser reconocido en TV Azteca, trabajando en producciones como Mirada de mujer y Azul tequila.
En 1999, participó en Marea brava, al lado de Anette Michel y Héctor Soberón; ese mismo año, tuvo un protagónico en Besos prohibidos. Después de trabajar en otras producciones de TV Azteca, probó suerte en la cadena norteamericana Telemundo al ser el antagonista de Amor descarado, compartiendo nuevamente con Bárbara Mori. Su trayectoria continuó y decidió irse a vivir a Miami, Florida para estelarizar nuevas producciones de la mano de Fonovideo, nuevamente como antagónico.
En 2007, marcó su regreso a Televisa incorporándose a la telenovela Bajo las riendas del amor en el personaje de Víctor Corcuera, junto a Adriana Fonseca y Gabriel Soto, bajo la producción de Ignacio Sada Madero
En 2009, regresó a TV Azteca para protagonizar la telenovela Pasión morena, al lado de Paola Núñez.
En 2010, protagonizó la telenovela Entre el amor y el deseo, al lado de Lorena Rojas.
En 2012, obtuvo el rol protagónico en la telenovela La mujer de Judas.

## Filmografía

### Cine
- El precio de nuestra sangre (2000) - Emilio
- Voces inocentes (2004) - Soldado F
- Niñas mal (2007) - Kike Van der Linde
- El secreto de Jimena (2009) - Augusto Limantour
- Beware (2010) - Charlie
- Siete años de matrimonio (2012) - Alberto
- Eres mi pasión (2015) - Ernesto
- El club de los idealistas (2020) - Gabriel
- Miami Heat (2021) - Jacobs
- Anna y la Eternidad (2022) - Fabrizio

### Televisión
| Año       | Título                              | Personaje                                           | Notas         |
| --------- | ----------------------------------- | --------------------------------------------------- | ------------- |
| 1995      | Bajo un mismo rostro                | Armando Robledo                                     | 35 episodios  |
| 1996      | Marisol                             | Toto                                                | 8 episodios   |
| 1997      | Pueblo chico, infierno grande       | Gumaro Amezcua (joven)                              | 30 episodios  |
| 1997-1998 | Mirada de mujer                     | Fernando Gordoa                                     | 65 episodios  |
| 1998      | Perla                               | Hugo del Valle                                      | 88 episodios  |
| 1998-1999 | Azul tequila                        | Arcadio Berriozábal                                 | 160 episodios |
| 1999      | Marea brava                         | Paulo García                                        | 66 episodios  |
| 1999-2000 | Besos prohibidos                    | Carlos Aguilera                                     | 98 episodios  |
| 2000-2001 | El amor no es como lo pintan        | Alberto "Beto" Segovia                              | 175 episodios |
| 2002-2007 | Lo que callamos las mujeres         | Varios personajes                                   | 22 episodios  |
| 2001-2002 | Lo que es el amor                   | Pablo Rivas                                         | 68 episodios  |
| 2002      | El país de las mujeres              | Daniel Cano                                         | 40 episodios  |
| 2002-2003 | La duda                             | Julián Araujo                                       | 100 episodios |
| 2003      | Amor descarado                      | Ignacio Valdés                                      | 120 episodios |
| 2005-2006 | El amor no tiene precio             | Marcelo Carvajal                                    | 280 episodios |
| 2007      | Bajo las riendas del amor           | Víctor Corcuera                                     | 150 episodios |
| 2007      | Trópico                             | Antonio Guzmán                                      | 107 episodios |
| 2009      | Alma indomable                      | Nicanor Sánchez                                     | 163 episodios |
| 2009-2010 | Pasión morena                       | Leo Hernández / Fernando Sirenio                    | 185 episodios |
| 2010-2011 | Entre el amor y el deseo            | Luis Carlos Márquez / Luis Carlos Valdivieso García | 160 episodios |
| 2012      | La mujer de Judas                   | Salomón Salvatierra                                 | 165 episodios |
| 2012      | La Teniente                         | Teniente Juan Alejo                                 | 10 episodios  |
| 2013-2014 | Hombre tenías que ser               | Román Ortega / Román Lara Martí                     | 105 episodios |
| 2016-2017 | La candidata                        | Gerardo Martínez                                    | 62 episodios  |
| 2017-2018 | Muy padres                          | Emilio Palacios                                     | 98 episodios  |
| 2019      | Juntos el corazón nunca se equivoca | Olegario Cervantes                                  | 26 episodios  |
| 2019      | Soltero con hijas                   | Antonio Paz                                         | 5 episodios   |
| 2020-2021 | Quererlo todo                       | Leonel Montes                                       | 122 episodios |
| 2022      | Los ricos también lloran            | León Alfaro                                         | 47 episodios  |
| 2023      | El amor invencible                  | Calixto Peralta                                     | 75 episodios  |
| 2024      | El Conde: amor y honor              | Ricardo Sánchez                                     |               |
| 2025      | A.mar, donde el amor teje sus redes | Sergio Falcón Tagle                                 |               |

### Realities
- La Isla, el reality (Temporada 5, La Revancha) (2016) ... Concursante (3er eliminado, 19° lugar)
- La Isla, el reality (Temporada 3) (2014) ... Concursante (quinto eliminado/Abandonó, 14° lugar)
- México baila (2013) ... Concursante (quinto eliminado, 11° lugar)

### Aparición en vídeos musicales
- Amor perfecto - Lidia Cavazos (1998)
- Pero qué necesidad - Juan Gabriel (1994)

## Premios y nominaciones

### Premios TVyNovelas
| Año  | Categoría               | Telenovela   | Resultado |
| ---- | ----------------------- | ------------ | --------- |
| 2017 | Mejor actor protagónico | La candidata | Nominado  |